# Videogioco arcade

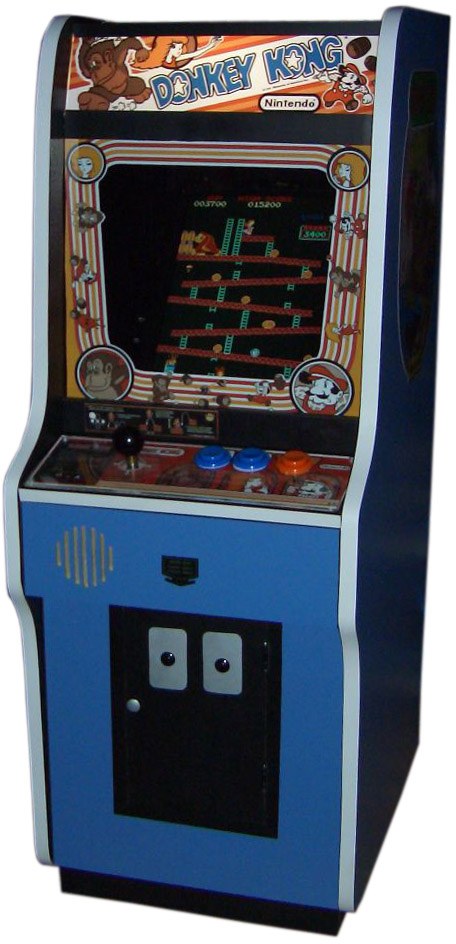
Cabinato di Donkey Kong

Un videogioco arcade (chiamato anche coin-op, abbreviazione di coin-operated, in italiano "macchina a gettoni", sebbene il termine si possa riferire anche a giochi che non fanno uso di un monitor, come i flipper) è un videogioco che si gioca in una postazione pubblica apposita, azionata a gettoni o a monete e costituita fisicamente da un elaboratore posto all'interno di un cabinato. Il termine inglese arcade (pronuncia [ɑːɹˈkeɪd]), che indica genericamente una galleria commerciale, significa in questo caso sala giochi.
Questo tipo di macchina è diffusa nelle sale giochi, nei bar o in altri luoghi pubblici analoghi; le sale giochi spesso raccoglievano solo, o soprattutto, videogiochi arcade. Gli arcade rappresentarono la prima generazione di videogiochi di largo consumo e il primo contatto del pubblico con questa nuova forma di intrattenimento.
Il termine arcade si usa anche per riferirsi al tipo d'esperienza di gioco, quando questa è basata sull'azione più che su tattica e ragionamento, come è tipico dei giochi a gettoni, caratterizzati da immediatezza di comprensione e tempi rapidi.

## Storia
Le prime realizzazioni nella storia dei videogiochi, tra gli anni '50 e '60, furono giochi non commerciali, spesso limitati agli ambienti universitari. Tra questi, Spacewar!, installato su un elaboratore DEC PDP-1, fu studiato e migliorato da molti studenti ed ebbe un ruolo fondamentale nell'apprendimento delle basi per progettare un videogioco. Lo stesso Nolan Bushnell, studente all'Università dello Utah, ne trasse profitto.
Nel settembre 1971 all'Università di Stanford fu messo in funzione Galaxy Game, un videogioco basato su Spacewar!. Esemplare unico, era basato su un PDP-11/20 della Digital Equipment Corporation (DEC) e per la prima volta funzionava previo inserimento di una monetina.
Due mesi più tardi Nolan Bushnell e Ted Dabney ultimarono la loro versione di Spacewar!, chiamata Computer Space e costruito dalla Nutting Associates. Considerato il primo videogioco arcade prodotto su larga scala, ne furono prodotti circa 1.500 esemplari; il gioco non fu però un grande successo a causa dell’elevata difficoltà.
Bushnell, dopo l'esperimento non particolarmente riuscito di Computer Space, decise comunque di insistere con i videogiochi, ma producendoli in proprio: nacque così la Atari. Il primo videogioco arcade della Atari fu il primo grande successo dell'industria: PONG, pubblicato il 29 novembre 1972, che riproduce grossomodo le meccaniche del ping pong. Atari vendette 19.000 cabinati di Pong e presto molti imitatori seguirono l'esempio. Alla fine del decennio iniziò l'età dell'oro dei videogiochi arcade.
Fra gli anni settanta e gli anni ottanta vennero distribuiti in tutto il mondo arcade di enorme successo come Space Invaders, Defender, Asteroids, Tetris e Pac-Man.
Nonostante l'enorme evoluzione del settore, quei giochi pionieristici vengono ancora oggi considerati dei classici e riproposti, con un certo gusto vintage, su nuove piattaforme.
Nel frattempo, l'importanza economica dei videogiochi nei luoghi pubblici è considerevolmente scemata a favore dei videogiochi per personal computer, per console e più recentemente per dispositivi mobili. Per questo motivo, l'espressione videogioco arcade viene spesso usata per riferirsi alla generazione degli arcade "classici", oppure anche per indicare il tipo di gameplay "arcade", cioè rapido e immediato, senza troppe pretese di realismo (per fare un esempio, i giochi della serie Gran Turismo e Forza sono dei simulatori di guida, mentre quelli della serie Need for Speed, Ridge Racer e Ignition sono dei giochi di guida arcade).
Al 2021 la banca dati Killer List of Videogames elenca oltre 5700 videogiochi arcade prodotti dagli anni '70 in poi.
Secondo un'analisi di USgamer, ancora dichiaratamente non perfetta, i 10 arcade di maggior successo in termini di incassi furono, nell'ordine: Pac-Man (con 3,5 miliardi di $ al 1990 e 400.000 unità vendute), Space Invaders, Street Fighter II (inclusa la Champion Edition), Ms. Pac-Man, NBA Jam, Defender, Asteroids, Mortal Kombat II, Mortal Kombat, Donkey Kong.

## Caratteristiche tecniche
Questo tipo di videogiochi sono collocati in un mobile arcade, all'interno del quale si trova un monitor collegato a una scheda elettronica, talvolta dotata di protezioni contro la pirateria informatica e la contraffazione, contenente il gioco in una memoria ROM.
Al fine di realizzare una certa armonia tra i produttori, verso la metà degli anni 1980 venne creato in Giappone lo standard JAMMA, che però venne abbandonato progressivamente a partire dal decennio successivo.

## Conversioni

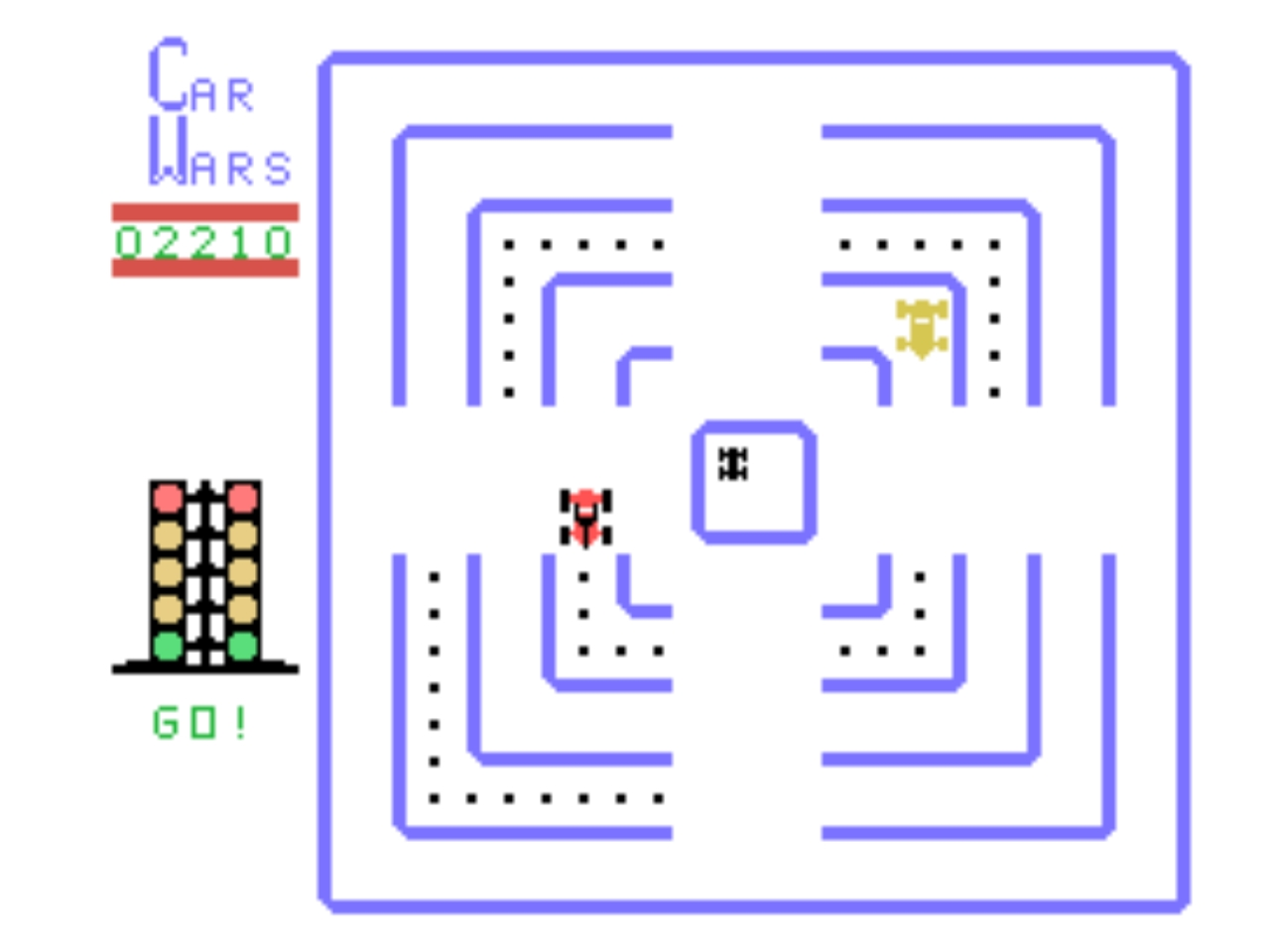
Car Wars, conversione non ufficiale di Head On per il computer TI-99/4A

Fin dai tempi degli home computer e delle prime console, molti celebri videogiochi arcade vennero convertiti per le piattaforme domestiche. Il primo adattamento ufficiale con licenza fu Space Invaders per Atari 2600 (1980).
Fino agli anni '90, tuttavia, le capacità tecnologiche delle macchine arcade solitamente superavano quelle delle macchine casalinghe contemporanee, ed a volte erano presenti componenti non replicabili in ambiente domestico, come il cabinato stereofonico di Star Wars o il sedile motorizzato di After Burner. L'hardware dei nuovi arcade veniva regolarmente aggiornato e potenziato dai produttori per supportare giochi più evoluti e attrarre i clienti.
La conversione richiedeva frequenti compromessi per adattare i giochi alle limitate capacità dei sistemi domestici, semplificando l'aspetto o il gameplay. Ad esempio la conversione di Pac-Man per Atari 2600 è famosa per la sua scarsità, mentre nella versione ZX Spectrum di Out Run si ricorse ad allegare un'audiocassetta per poter ascoltare la ricca colonna sonora originale. Nel caso degli home computer, un altro grosso limite era il tempo di caricamento; in sala giochi l'azione è immediata, mentre usando i supporti magnetici dei computer, specialmente le cassette, l'attesa poteva essere snervante, talvolta anche multipla per ogni livello. Anche gli standard dei joystick per computer costituivano un limite, in quanto, a differenza dei gamepad per console, erano a singolo pulsante, quindi per simulare gli arcade a più comandi servivano compromessi più o meno agevoli, tipico ad esempio l'uso della barra spaziatrice per le azioni secondarie.
Nell'era degli 8 bit, la difficoltà per gli sviluppatori nel convertire un arcade era data spesso anche dal non avere a disposizione il codice sorgente o altre risorse software del gioco originale; ci si basava sulla semplice osservazione del gioco in azione e si cercava di riprodurlo. Spesso gli sviluppatori degli arcade si limitavano a fornire bozzetti, immagini di schermate e documentazione alle ditte indipendenti che avevano acquisito i diritti per la conversione, non consentendo il porting del programma. La situazione migliorava con case come SEGA e Konami, che spesso effettuavano internamente conversioni per console dei propri giochi arcade.
Ci furono alti e bassi nei risultati, ma comunque il mercato delle conversioni rimase sempre molto attivo, perché la prospettiva di avere in casa un'imitazione almeno passabile dei successi arcade era attraente.
Le conversioni veramente fedeli potevano essere facilmente mitizzate, come fu ad esempio per la versione PC Engine di R-Type. Dopo l'avvento dei 16 bit il costoso Neo Geo AES si presentò come un equivalente degli arcade e altre console più economiche si fecero notare per alcune ottime conversioni, tra cui Altered Beast per Mega Drive e Street Fighter II per Super Nintendo. Le conversioni continuarono anche nell'era della PlayStation, ma non avevano più la stessa attrattiva di un decennio prima, in quanto il mercato degli arcade stava declinando in generale.
Per indicare le conversioni assolutamente fedeli si usa anche l'espressione arcade perfect. Questo significa che grafica, sonoro e giocabilità, assieme a tutte le altre caratteristiche del gioco, sono identiche alla versione arcade. Ai tempi d'oro degli arcade, realizzare un arcade perfect era un obiettivo molto ricercato, ma raramente raggiunto. Il termine si applica solo alla conversione del programma originale per una nuova piattaforma, e non all'emulazione di tutto il sistema come avviene, ad esempio, con MAME.
Tra le migliaia di conversioni per sistemi a 8 bit (dove il divario tecnico era maggiore), la rivista britannica Retro Gamer ha stilato una lista delle 25 migliori, in termini di resa della sensazione di giocare all'originale, nonostante i limiti tecnici. In ordine crescente: Space Fortress (Astrocade), Starclash (clone di Astro Fighter per Spectrum), Kung Fu Master (Atari 2600), Jelly Monsters (clone di Pac-Man per VIC-20), Mag Max (NES), Bosconian '87 (Spectrum), Galaxian (Colecovision), Vanguard (Atari 5200), Sub Track (clone di Depthcharge per Spectrum), Scramble (Vectrex), Crossbow (Atari 7800), The Pit (VIC-20), Qix (Game Boy), S.T.U.N. Runner (Lynx), Robotron (Spectrum), Popeye (NES), R-Type (Master System), Buggy Boy (C64), Renegade (Spectrum 128k), Space Invaders (Atari 2600, versione hack), Planetoid (clone di Defender per BBC Micro), Smash TV (C64), Tempest (ZX81), G-Force (clone di Tempest per Spectrum), Donkey Kong (Amstrad CPC). I 10 migliori arcade perfect considerando tutte le piattaforme, secondo Gamesvillage.it, in ordine crescente: Ridge Racer (Playstation), Wonder Boy in Monster Land (Master System), Silkworm (Amiga 500), Shinobi (PC Engine), Rainbow Islands (Amiga), Contra (NES), Zaxxon (Colecovision), Super Ghouls 'n Ghosts (SNES)/Ghouls 'n Ghosts (Mega Drive), Golden Axe (Mega Drive), Street Fighter II (SNES).

## Emulazione
Il funzionamento dei videogiochi arcade può essere emulato mediante due procedure:
- emulazione software, ottenuta facendo ricorso a programmi quali MAME o Final Burn Neo;
- emulazione hardware, ottenuta utilizzando un dispositivo FPGA, ad esempio il MisterFPGA.